# Andrena cornelli
Andrena cornelli es una especie de abejas de la familia Andrenidae. Se encuentra en Norteamérica. Es la única especie de abejas especializada (oligoléctica) en especies de azaleas (Rhododendron). Los pelos de la escopa son ralos y están muy separados, para poder recoger el polen de estas plantas. Se la encuentra solo en la vecindad de plantas de azalea. La hembra mide de 9 a 11 mm, el macho de 7 a 10 mm.

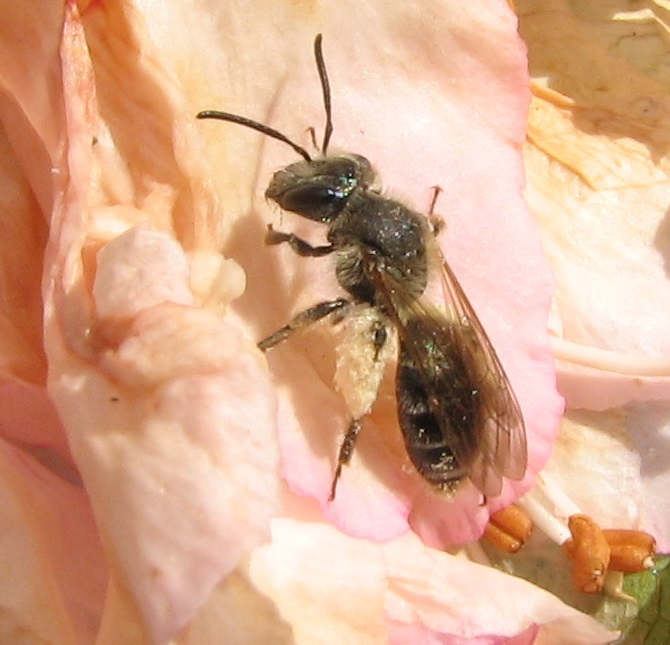
Hembra en flor de azalea